# 西舞鶴郵便局
西舞鶴郵便局（にしまいづるゆうびんきょく）は、京都府舞鶴市にある郵便局。民営化前の分類では集配普通郵便局であった。

## 概要
住所：〒624-8799 京都府舞鶴市北田辺160番地

## 沿革
- 1872年（明治5年）8月4日 - 舞鶴郵便取扱所として開設[1]。
- 1875年（明治8年）1月1日 - 舞鶴郵便局となる。同年、為替取扱を開始。
- 1878年（明治11年） - 貯金取扱を開始。
- 1891年（明治24年）3月16日 - 舞鶴郵便電信局となる。
- 1901年（明治34年）5月25日 - 西舞鶴郵便電信局に改称。
- 1903年（明治36年）4月1日 - 通信官署官制の施行に伴い西舞鶴郵便局となる。
- 1904年（明治37年）11月1日 - 舞鶴郵便局に改称[2]。
- 1904年（明治37年）12月19日 - 舞鶴町大字竹屋から同町大字平野屋に移転[3]。
- 1935年（昭和10年）12月1日 - 等級を三等から二等に改定[4]。
- 1939年（昭和14年）7月1日 - 舞鶴市平野屋から同市北田辺に移転[5]、平野屋分室を設置[6]。
- 1944年（昭和19年）3月1日 - 西舞鶴郵便局に改称[7]。
- 1966年（昭和41年）11月 - 局舎新築落成。
- 1990年（平成2年）3月19日 - 由良郵便局から集配業務の一部[8]を移管[9]。
- 1991年（平成3年）10月1日 - 外国通貨の両替および旅行小切手の売買に関する業務取扱を開始。
- 2006年（平成18年）9月19日 - 岡田郵便局から「624-01xx」区域の集配業務を移管[10]。
- 2007年（平成19年）10月1日 - 民営化に伴い、併設された郵便事業西舞鶴支店に一部業務を移管。
- 2012年（平成24年）10月1日 - 日本郵便株式会社の発足に伴い、郵便事業西舞鶴支店を西舞鶴郵便局に統合。

## 取扱内容
- 郵便、印紙、ゆうパック、内容証明
- 貯金、為替、振替、振込、国際送金、外貨両替・トラベラーズチェック、国債、投資信託
- 生命保険、バイク自賠責保険、自動車保険
- ゆうちょ銀行ATM
- 「624-00xx」「624-01xx」「624-08xx」「624-09xx」区域（舞鶴市内の西部地区（西舞鶴地区））の集配業務
- ゆうゆう窓口

## 周辺
- 舞鶴市役所西支所
- 舞鶴市民会館
- 舞鶴警察署
- 田辺城跡、舞鶴公園
- 舞鶴市立明倫小学校
- 国道27号

## アクセス
- JR舞鶴線、京都丹後鉄道宮舞線 西舞鶴駅から北西へ約600m（徒歩約11分）
- 京都交通バス 本町停留所下車
- 舞鶴若狭自動車道 舞鶴西ICから北へ約5km
- 駐車場あり：10台